# Marmessoidea vinosa
Marmessoidea vinosa är en insektsart som först beskrevs av Jean Guillaume Audinet Serville 1838.  Marmessoidea vinosa ingår i släktet Marmessoidea och familjen Diapheromeridae. Inga underarter finns listade i Catalogue of Life.